# Lucy Kennedy
Lucy Kennedy   (Brisbane, 11 de juliol de 1988) és una ciclista australiana. Al final de 2021 es va retirar.

## Palmarès
- 2015
  - Vencedora d'una etapa al Tour de Bright
- 2016
  - 1a al Tour de Bright i vencedora d'una etapa
  - 1a al National Capital Tour i vencedora d'una etapa
- 2017
  -  Campiona d'Oceania en contrarellotge
  - 1a al Tour de l'Ardecha i vencedora d'una etapa
- 2019
  - 1a al Women's Herald Sun Tour i vencedora d'una etapa
  - 1a a la Emakumeen Saria
  - 1a a la Clàssica de Sant Sebastià
- 2020
  - 1a al Women's Herald Sun Tour